# 蓝天M号事件
蓝天M号事件是2014年12月30日至31日在爱奥尼亚海的航海事故，当时一艘载有许多来自叙利亚和邻国的移民的货船被船员遗弃。

## 事件

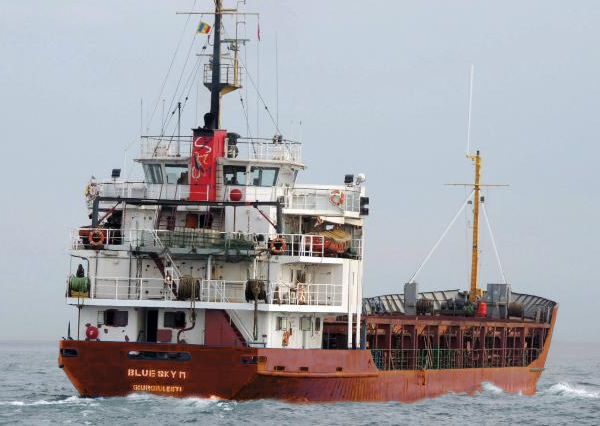
蓝天M号。

2014年12月，摩尔多瓦籍貨船蓝天M号离开土耳其克爾費茲前往克罗地亚里耶卡。
2014年12月30日，貨船靠近奧索尼島时，有乘客用手机拨打紧急号码求助。据希腊国家电视台报導，由于怀疑有武装人员在船上发出警报，声称「非法移民」在船上，但一名海岸警卫官员后来表示，这艘希腊护卫舰联絡了货船船长，他说貨船没危险，也没有求助。不久后，貨船改变航向驶往意大利南部，似乎被抛弃了。
当貨船靠近意大利最南端的圣玛丽亚迪莱乌卡，意大利港口当局派出两架直升机作为预防措施，并与6名意大利海岸警卫队官员一道登上貨船。发现没有船员后，小组控制了貨船。意大利海岸警卫队说，船上有970名移民，多数可能是逃离内战的叙利亚難民，尽管实际難民人数随后被下调。
難民为了偷渡欧洲支付了走私者数千美元。走私者显然把船改成自动驾驶，並弃船前往意大利海岸，難民被蒙在鼓裡。
意大利海岸警卫队发言人菲利波·马里尼说，意大利人阻止貨船撞向海岸，避免了一场灾难。他说「这是真正的比赛」，其後补充「雖然解锁引擎艰难複雜，但他们成功了。」
意大利海岸警卫队将貨船停在意大利加里波利港，難民被带到当地的学校和体育馆，其中35人送院，有人体温过低接受治疗。意大利红十字会最初表示有四人死在船上，但后来撤回报告。